# Публій Куріацій Фіст Трігемін
Публій Куріацій Фіст Трігемін (лат. Publius Curiatius Fistus Trigeminus; V століття до н. е.]]) — політичний, державний і військовий діяч Римської республіки, консул 453 року до н. е.

## Біографія
Походив з патриціанського роду Куріаціїв. Про батьків, дитячі та молоді роки відомостей не збереглося.
453 року до н. е. його було обрано консулом разом з Секстом Квінтілієм Варом. Того року війн республіка не вела, але в Римі спалахнула моровиця ймовірно чуми, з якою консули боролися. Через цю хворобу Секст Квінтілій помер, через що було обрано консулом-суффектом Спурія Фурія Медулліна Фуза, який теж від неї загинув.
451 року до н. е. його було обрано до першої колегії децемвірів для створення законів (лат. decemviri legibus scribundis), які працювали над кодифікацією державного закону від народу Стародавнього Риму (лат. lex publica) — Законів Дванадцяти таблиць.
З того часу про подальшу долю Публія Куріація Фіста Трігеміна немає.